# 彩雲道
彩雲道（英語：Choi Wan Road），是香港九龍觀塘區平山內的一條道路。該路由7號幹線觀塘道6G出口為起點，並以彩霞道迴旋處為終點。全綫兩綫雙向行車。

## 歷史
彩雲道本身只為一條是通往佐敦谷石礦場（現彩盈邨一帶）的道路，與彩雲道連接的道路只有觀塘道及彩石道。後來觀塘道擴建，將本來為一條獨立道路的彩石道與觀塘道合併。

## 彩雲道及佐敦谷毗鄰的發展計劃
2001年起政府開發九龍觀塘區平山以南，彩雲道及佐敦谷毗鄰的發展計劃，包括平整佐敦谷石礦場及住宅區的發展。2011年全面完工。

## 鄰近建築
- 得寶商場
- 得寶花園
- 彩盈邨
- 彩德邨
- 彩福邨
- 彩雲道休憩處

## 連接的道路
- 觀塘道
- 彩霞道

## 相關
- 平山